# Филумения
Филумени́я — коллекционирование спичечных этикеток, коробков, буклетов (спичек-книжечек), самих спичек и других предметов, связанных со спичками. Коллекционеров спичечных этикеток называют филуменистами.

## Этимология и история термина
Слово филумения (phillumeny) происходит от греческого слова philos (любить) и латинского lumen (свет). Термин был предложен британской коллекционеркой Марджори Эванс (англ. Marjorie S. Evans) в мае 1943 года. В русском языке первоначально употреблялись слова филлумения и филлуменистика.
В 1956 году проводилась реформа орфографии и пунктуации русского языка, коснувшаяся, в частности, правил написания сдвоенных согласных букв в иностранных словах. В 2 § 68 определяется написание двойных согласных в иноязычных словах в словарном порядке. При этом отмечается потеря удвоения согласных в некоторых словах: rapport — «рапорт», affiche — «афиша», littera — «литера». В слове «филумения» «л» не несёт фонетического усиления или длительности, поэтому теперь правильно писать одну «л».

## История филумении
Собирание спичечных этикеток появилось практически с появлением первых спичечных упаковок. В некоторых коллекциях сохранились этикетки от «химических» спичек (примерно 1810—1815 годов). С началом массового производства «чиркающих» спичек, изобретённых англичанином Джоном Валкером (Уолкером) (John Walker) в 1826-27 гг., коллекционирование этикеток начало приобретать широкий размах. После Первой мировой войны в разных странах возникли общества коллекционеров, начала издаваться филуменистическая литература. Во время Второй мировой войны большинство существовавших филуменистических обществ распалось, но после войны организовались новые. Одно из наиболее известных и старейших действующих филуменистических обществ — Британское общество коллекционеров спичечных этикеток и буклетов (The British Matchbox Label & Booklet Society), объединяющее коллекционеров не только из Великобритании и бывших колоний, но и многих других стран мира.

## Филумения в России и СССР
Коллекционирование спичечных этикеток появилось в России ещё до начала производства отечественных спичек — русские путешественники привозили спичечные коробки из-за границы как своего рода сувениры. К началу Первой мировой войны в прессе уже были упоминания об «огромных» (по тем временам) коллекциях — более 1000 штук. После Октябрьской революции большинство коллекций было утрачено. Возобновилось коллекционирование спичечных этикеток в 1930-х годах.
В 1957 году, когда в Москву съехалась молодёжь на VI Всемирный фестиваль, начал свою работу Московский клуб филуменистов «Сувенир». Официальной датой рождения клуба является 17 июля 1957 года, именно в этот день была создана первая в Советском Союзе общественная организация филуменистов, которая получила название «Секция филуменистов Московского городского общества коллекционеров». Идеологом, создателем и первым Председателем стал Богданов Владимир Михайлович. Именно он проделал громадную работу, чтобы достигнуть главной цели: признать в СССР коллекционирование спичек и спичечных этикеток (филумению) как осмысленное самостоятельное направление. Время показало, что спички, кроме обязательного применения, несут полезную практическую нагрузку в виде разъяснений, напоминаний, обучения, рекламы, а художественное оформление спичечных этикеток, дошло до уровня искусства. Расцвет филумении в СССР пришёлся на 1960—1980 годы, когда Балабановская экспериментальная спичечная фабрика, на которой печатались этикетки для большинства спичечных фабрик, выпускала специальные наборы для филуменистов (по 100 рядовых этикеток в наборе и комплекты этикеток сувенирных наборов — полных или без гроссов — «этикеток», помещавшихся на крышках сувенирных коробок — и боковых лент сувенирных коробок). Аналогичные наборы выпускали также и прибалтийские фабрики, печатавшие свои этикетки самостоятельно. После 1991 года увлечение филуменией резко пошло на спад, и большинство филуменистических секций прекратило своё существование. В 1990-х в России работали два клуба филуменистов — Московский клуб филуменистов «Сувенир» и клуб филуменистов «Невский факел». После 2000 года в связи с некоторым ростом благосостояния населения и развитием интернета филумения в России вновь начала развиваться. Стали выходить журналы Московского клуба филуменистов «Сувенир» и клуба филуменистов «Невский факел» («Московский филуменист» с января 2001 года, «Невский филуменист» с мая 2004 года и «Сфинкс» с сентября 2007 года). С 2016 года в Московском клубе филуменистов «Сувенир» была разработана программа удалённого приёма коллекционеров из других регионов. С её введением наметился значительный прогресс по росту членов клуба, который превысил 100 человек. Члены клуба стали регулярно проводить различные выставки и смотры своих коллекций в крупных музеях и библиотеках Москвы и Московской области.

## Культурно-историческое значение филумении
Спичечные этикетки, как и любой другой предмет промышленной графики, являются зеркалом эпохи. Спичечная этикетка умело использовалась, как одно из средств агитации, воспитания людей. На рисунках, украшающих спичечные коробки, можно встретить изображения памятников культуры, искусства, истории, сюжеты из фольклора и классических произведений литературы, портреты многих деятелей науки и искусства, выдающихся людей, прокладывавших путь к прогрессу, национальные орнаменты и изображения игрушек.

## Филуменисты
В числе филуменистов известные советские и российские учёные, политики, народные артисты (Анатолий Карпов, Геннадий Зюганов, Александр Васильев, Андрей Малахов, Николай Басков, Людмила Шагалова, Владимир Васильев и другие).
За рубежом в разное время спичечные коробки и этикетки коллекционировали такие известные люди, как королева Нидерландов Вильгельмина, сиамский король Чулалонгкорне, президент США Франклин Рузвельт. В 1980 году Книга рекордов Гиннеса зарегистрировала Тэйити Йошизава из Японии, как рекордсмена среди филуменистов. У него была коллекция из более чем 700 000 различных коробков.